# هالا ویلهالمشتوتیر
هالا ویلهالمشتوتیر (ایسلندی: Halla Vilhjálmsdóttir؛ زادهٔ ۳۰ ژانویهٔ ۱۹۸۲) خواننده و بازیگر اهل ایسلند است.
از فیلم‌ها یا مجموعه‌های تلویزیونی که وی در آن‌ها نقش داشته است، می‌توان به ایکس فاکتور (۲۰۰۶) اشاره نمود.